# Моул, Джозеф
Джо́зеф Мо́ул (англ. Joseph Mawle, род. 21 марта 1974, Оксфорд) — британский актёр театра, кино и телевидения.

## Биография
Джозеф Моул окончил Школу Бристольского театра Олд Вик (2002). В том же году снялся в телерекламе Irish Hurling компании «Гиннесс». Сыграл свою первую серьёзную роль в 2003 в пьесе Шекспира «Троил и Крессида» (роль Троила) в театре «Табачная фабрика», Бристоль, за которой последовали роли Гамлета в саутгемптонском театре Nuffield и участие в постановке трагедии «Антоний и Клеопатра» в театре Royal Exchange Manchester в 2005 году.
Значительным вкладом в его карьеру и известность послужил телефильм Soundproof 2006 года, за который Джозеф был номинирован на премию RTS Breakthrough On Screen Award, а режиссёр телефильма, Эдмунд Култхард, получил престижную награду BAFTA как лучший режиссёр 2007 года.
Он снимался во многих британских телевизионных фильмах, включая «Дюнкерк» (получивший награду Huw Wheldon BAFTA Award for Factual Drama), «Доводы рассудка» режиссёра Адриана Шерголда и «Место встречи — станция «Клафам»» телеканала Channel 4. В 2008 исполнил роль Иисуса в мини-сериале Би-би-си/HBO Films «Страсти» , и участвовал (как приглашенная звезда) в одном из эпизодов телесериала «Война Фойла» (телеканал Five).
В 2008 году Джозеф возвращается в театр. В театре Almeida он участвует в постановке пьесы «Последние дни Иуды Искариота» режиссёра Руперта Гулда в роли Иуды Искариота.
В 2009 году Моул снялся во второй части трилогии «Красный райдинг» (под названием «1980») о серийных убийствах в городе Йоркшир, режиссёра Джеймса Марша и Бессердечный Филипа Ридли, а также в телевизионном сатирическом фильме, повествующем об ипотечном кризисе «Свободное падение», режиссёра Доминика Сэваджа, где Моул снимался вместе с Домиником Купером и Эйданом Гилленом. В том же году он участвовал в 4 эпизоде телесериала «Улицы» Джимми Макговерна.
В 2010 году продолжил работу с Домиником Сэваджем в телекартине «Прыжок». Также участвовал в съемках короткометражных фильмов Sometimes The Moon Is Velvet и Deathless, в финальном эпизоде сериала «Пуаро Агаты Кристи», снятом по роману Агаты Кристи «Убийство в Восточном экспрессе», и мини-сериале Би-Би-Си «Пять дочерей». Снимался в фильме «Сделано в Дагенхэме» с участием актрисы Салли Хокинс.
В 2011 продолжил сотрудничество с Би-Би-Си (канал BBC 4), снимаясь в телевизионной адаптации романа Дэвида Лоуренса «Влюбленные женщины» и с телекомпанией HBO, где он сыграл роль Бенджена Старка в телесериале «Игра престолов» адаптации саги Джорджа Мартина «Песнь Льда и Огня».

## Творчество

### Фильмография
| Год       |     | Русское название                        | Оригинальное название                      | Роль                             |
| --------- | --- | --------------------------------------- | ------------------------------------------ | -------------------------------- |
| 1998      | тф  | Великий Мерлин                          | Merlin                                     | деревенский парень               |
| 2002      | с   | Сэр Гэдэбут: Худший Рыцарь на Земле     | Sir Gadabout: The Worst Knight in the Land | Сэр Тификэйт                     |
| 2004      | док | BBC:Дюнкерк                             | Dunkirk                                    | Лейтенант Иэн Кокс               |
| 2006      | тф  |                                         | Soundproof                                 | Дин Уиттингем                    |
| 2006      | с   | Безмолвный свидетель                    | Silent Witness                             | Эдриан Берни                     |
| 2006      | с   | Дэлзил и Пэскоу                         | Dalziel and Pascoe                         | Чарли Бэррон                     |
| 2006      | тф  | Секретная жизнь миссис Битон            | The Secret Life of Mrs. Beeton             | Фред                             |
| 2007      | тф  | Доводы рассудка                         | Persuasion                                 | капитан Харвилл                  |
| 2007      | с   | Полиция Холби                           | Holby Blue                                 | Саймон Дженкинс                  |
| 2007      | тф  | Место встречи — станция «Клэпхем»       | Clapham Junction                           | Тим                              |
| 2008      | с   | Война Фойла                             | Foyle's War                                | Фред Доусон                      |
| 2008      | с   | Страсти                                 | The Passion                                | Иисус                            |
| 2008      | ф   | Лекция 21                               | Lecture 21                                 | музыкант                         |
| 2009      | с   | Свободные агенты                        | Free Agents                                |                                  |
| 2009      | ф   | Красный райдинг:1980                    | Red Riding: In the Year of Our Lord 1980   | потрошитель                      |
| 2009      | тф  | Свободное падение                       | Freefall                                   | Джим                             |
| 2009      | кор | Послезавтра                             | After Tomorrow                             | Джеймс                           |
| 2009      | с   | Улица                                   | The Street                                 | Кейран                           |
| 2009      | ф   | Бессердечный                            | Heartless                                  | Папа Би                          |
| 2009      | с   | Воскрешая мёртвых                       | Waking the Dead                            | Стефан Косцински                 |
| 2009      | с   | Мерлин                                  | Merlin                                     | Алвар                            |
| 2010      | с   | Блудные дочери                          | Five Daughters                             | Том Стивенс                      |
| 2010      | кор |                                         | Sometimes the Moon Is Velvet               | Джек                             |
| 2010      | тф  | Прыжок                                  | Dive                                       | Гэри                             |
| 2010      | с   | Пуаро Агаты Кристи                      | Agatha Christie's Poirot                   | Антонио Фоскарелли               |
| 2010      | кор | Бессмертный                             | Deathless                                  | Макс Серлум                      |
| 2010      | ф   | Сделано в Дагенхэме                     | Made in Dagenham                           | Гордон                           |
| 2011      | с   | Влюбленные женщины                      | Women in Love                              | Джеральд Крич                    |
| 2011—2017 | с   | Игра престолов                          | Game of Thrones                            | Бенджен Старк                    |
| 2011      | ф   | Экстрасенс                              | The Awakening                              | Эдвард Джадд                     |
| 2012      | с   | Птичья песня                            | Birdsong                                   | Джек Файербрэйс                  |
| 2012      | ф   | Средь бела дня                          | The Cold Light of Day                      | Горман                           |
| 2012      | ф   | Президент Линкольн: Охотник на вампиров | Abraham Lincoln: Vampire Hunter            | Томас Линкольн                   |
| 2012      | ф   |                                         | Shell                                      | Пит                              |
| 2013      | ф   | Половина жёлтого солнца                 | Half of a Yellow Sun                       | Ричард                           |
| 2013      | с   | Туннель                                 | The Tunnel                                 | Стивен Бомон                     |
| 2013—2016 | с   | Улица потрошителя                       | Ripper Street                              | детектив-инспектор Джедидая Шайн |
| 2014      | кор |                                         | Twelve                                     | Стюарт                           |
| 2014      | ф   | Убей своих друзей                       | Kill Your Friends                          | Треллик                          |
| 2015      | ф   | В сердце моря                           | In the Heart of the Sea                    | Бенджамин Лоуренс                |
| 2015      | с   | Восьмое чувство                         | Sense8                                     | Никс                             |
| 2015      | ф   | Первобытный страх                       | The Hallow                                 | Адам Хитченс                     |
| 2015      | с   |                                         | The Last Panthers                          | Майкл                            |
| 2018      | с   | Падение Трои                            | Troy: Fall of a City                       | Одиссей                          |
| 2019      | ф   | Гарет Джонс                             | Mr. Jones                                  | Джордж Оруэлл                    |
| 2022      | с   | Властелин колец: Кольца власти          | The Lord of the Rings: The Rings of Power  | Адар                             |

### Роли в театре
| Год      | Русское название             | Оригинальное название           | Роль          | Место премьеры          |
| -------- | ---------------------------- | ------------------------------- | ------------- | ----------------------- |
| 2003 год | Как вам это понравится       | As You Like It                  | Сильвий       | Tobacco Factory Theatre |
| 2003 год | Троил и Крессида             | Troilus and Cressida            | Троил         | Tobacco Factory Theatre |
| 2003 год | Гамлет                       | Hamlet                          | Лаэрт         | Nuffield Theatre        |
| 2004 год | Любовь и понимание           | Love and Understanding          | Ричи          | Battersea Arts Centre   |
| 2005 год | Антоний и Клеопатра          | Royal Exchange                  | Фил/Шут       | Royal Exchange          |
| 2008 год | Последние дни Иуды Искариота | The Last Days of Judas Iscariot | Иуда Искариот | Almeida Theatre         |

## Награды и номинации
Номинации
- 2007 — RTS Television Award (Королевское телевизионное общество, Великобритания) — Лучший режиссёр (за фильм «Soundproof»)
- 2012 — Премия BAFTA TV Award — Лучший актёр второго плана (за сериал «Птичья песня»)